# فرودگاه مارکو آیلند
فرودگاه مارکو آیلند (به انگلیسی: Marco Island Airport) (به زبان بومی: Marco Island Executive Airport) یک فرودگاه همگانی بهره‌برداری هوایی با کد یاتا MRK است که یک باند فرود آسفالت دارد و طول باند آن ۱۵۲۴ متر است. این فرودگاه در شهر مارکو آیلند، فلوریدا کشور ایالات متحده آمریکا قرار دارد و در ارتفاع ۲ متری از سطح دریا واقع شده‌است.